# 百人組
百人組（ひゃくにんくみ）為江戶幕府旗下組織。
分為二十五騎組（青山組）、伊賀組、根來組、甲賀組此四組，各組配備百名鐵砲足輕。各組的領導者稱為組頭。

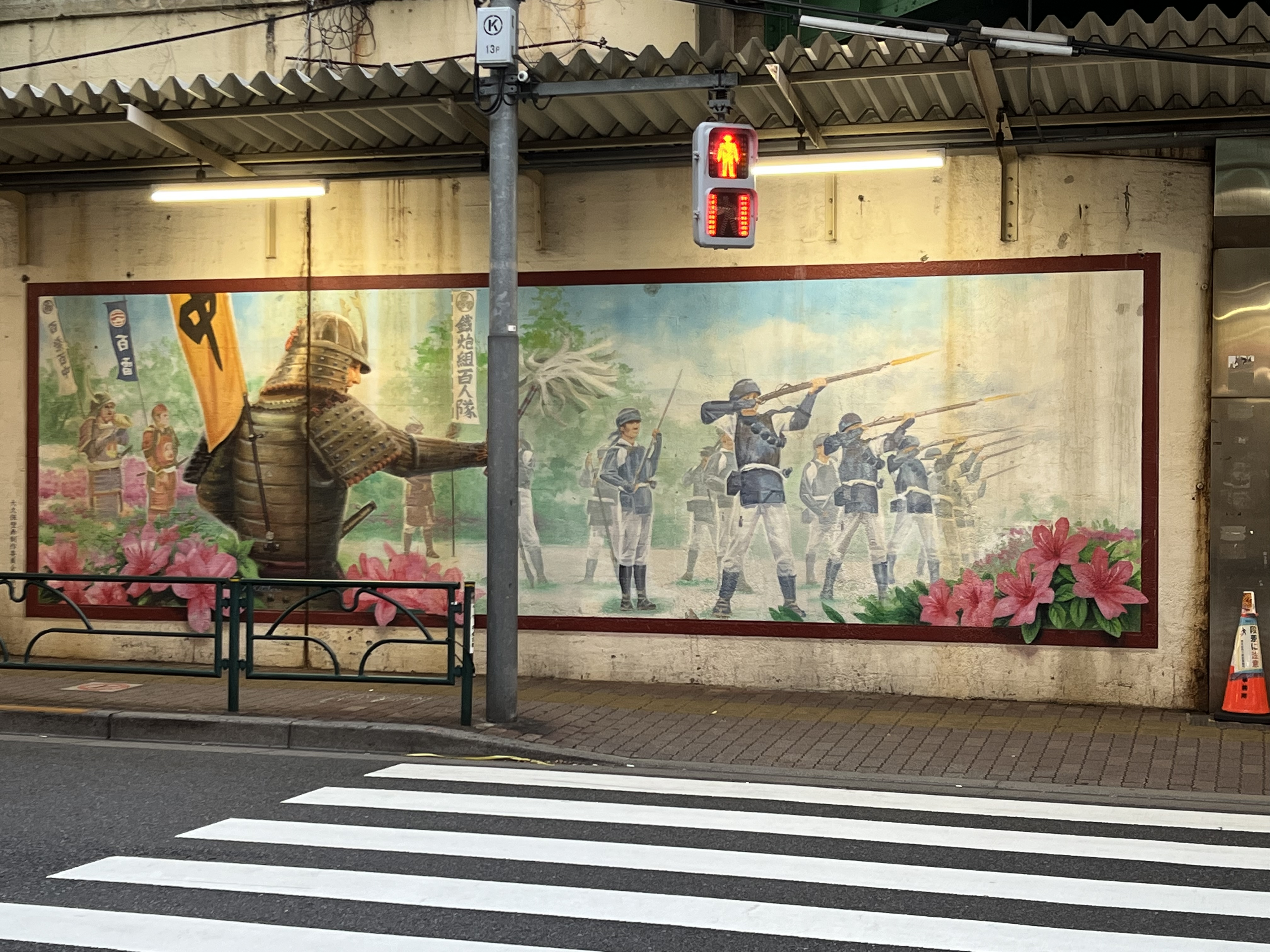
大久保站北口附近的铁炮组百人队壁画

## 概說
起初編成時則如組名，選拔伊賀、甲賀、根來等擅長鐵砲技術的地域出身者錄用。伊賀組與二十五騎組的編成早在1601年服部正成管理伊賀同心前，而在1590年家康轉封關東八州時就存在了。甲賀組為1597年，根來組則是在1585年組成。
一般來說鐵砲隊像先手組一樣，作戰時以20-50人的分隊配屬於各備，但百人組如同其名般由百人組成。由此來說百人組與配屬於各備的鐵砲組不同，為擁有強大火力的獨立部隊。
平時主要負責江戶城大手三之門的守衛，當將軍前往寬永寺和增上寺參拜時則負責山門前的警備工作。
另外家康預想到江戶城遭攻陷的狀況，為了保障由内藤新宿往甲州街道，經由八王子逃往甲斐甲府城的路線，百人組也作為緊急動員部隊佈署於四谷。